# EPrix van Miami
De ePrix van Miami is een race uit het Formule E-kampioenschap. In 2015 was de race het toneel van de vijfde Formule E-race uit de geschiedenis. De race wordt gehouden op de Homestead-Miami Speedway, voorheen op het Biscayne Bay Street Circuit.

## Geschiedenis
De eerste ePrix van Miami werd gehouden op 14 maart 2015 en werd gewonnen door Nicolas Prost, die uitkwam voor het team e.dams Renault. De race keerde echter niet terug op de kalender van het tweede Formule E-seizoen. Pas in 2025 werd er weer een Formule E-race in Miami gehouden, die werd gewonnen door TAG Heuer Porsche Formula E Team-coureur Pascal Wehrlein.

## Resultaten
| Editie | Seizoen   | Circuit      | Winnaar                                          | Tweede                                         | Derde                                                   | Pole position                       | Snelste ronde                                    |
| ------ | --------- | ------------ | ------------------------------------------------ | ---------------------------------------------- | ------------------------------------------------------- | ----------------------------------- | ------------------------------------------------ |
| 1      | 2014-2015 | Biscayne Bay | Nicolas Prost e.dams Renault                     | Scott Speed Andretti Autosport                 | Daniel Abt Audi Sport ABT                               | Jean-Éric Vergne Andretti Autosport | Nelson Piquet jr. China Racing                   |
| 2      | 2024-2025 | Homestead    | Pascal Wehrlein TAG Heuer Porsche Formula E Team | Lucas di Grassi Lola Yamaha ABT Formula E Team | António Félix da Costa TAG Heuer Porsche Formula E Team | Norman Nato Nissan Formula E Team   | Pascal Wehrlein TAG Heuer Porsche Formula E Team |